# Sarcotesta

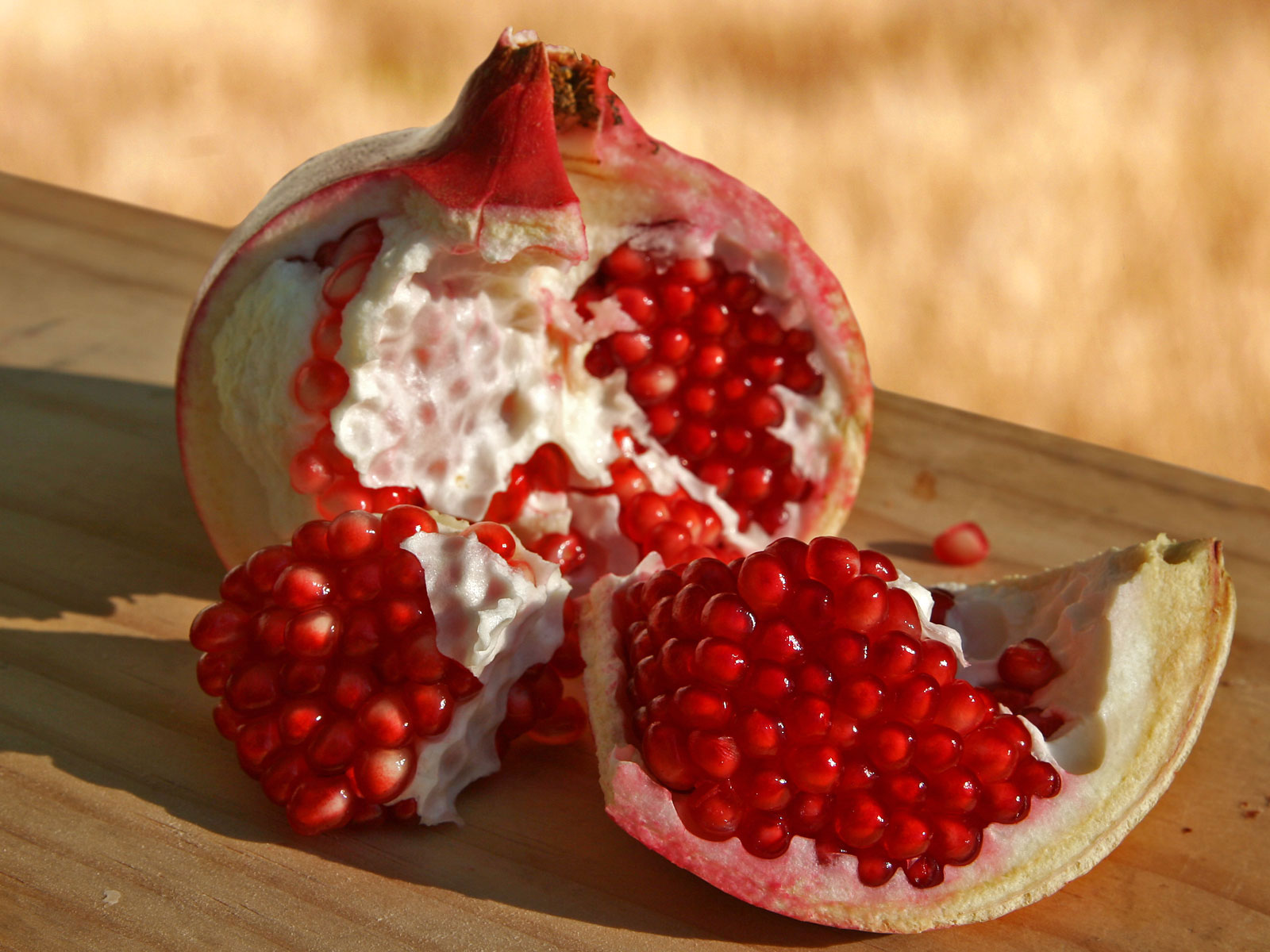
Les graines de grenade ont un sarcotesta.

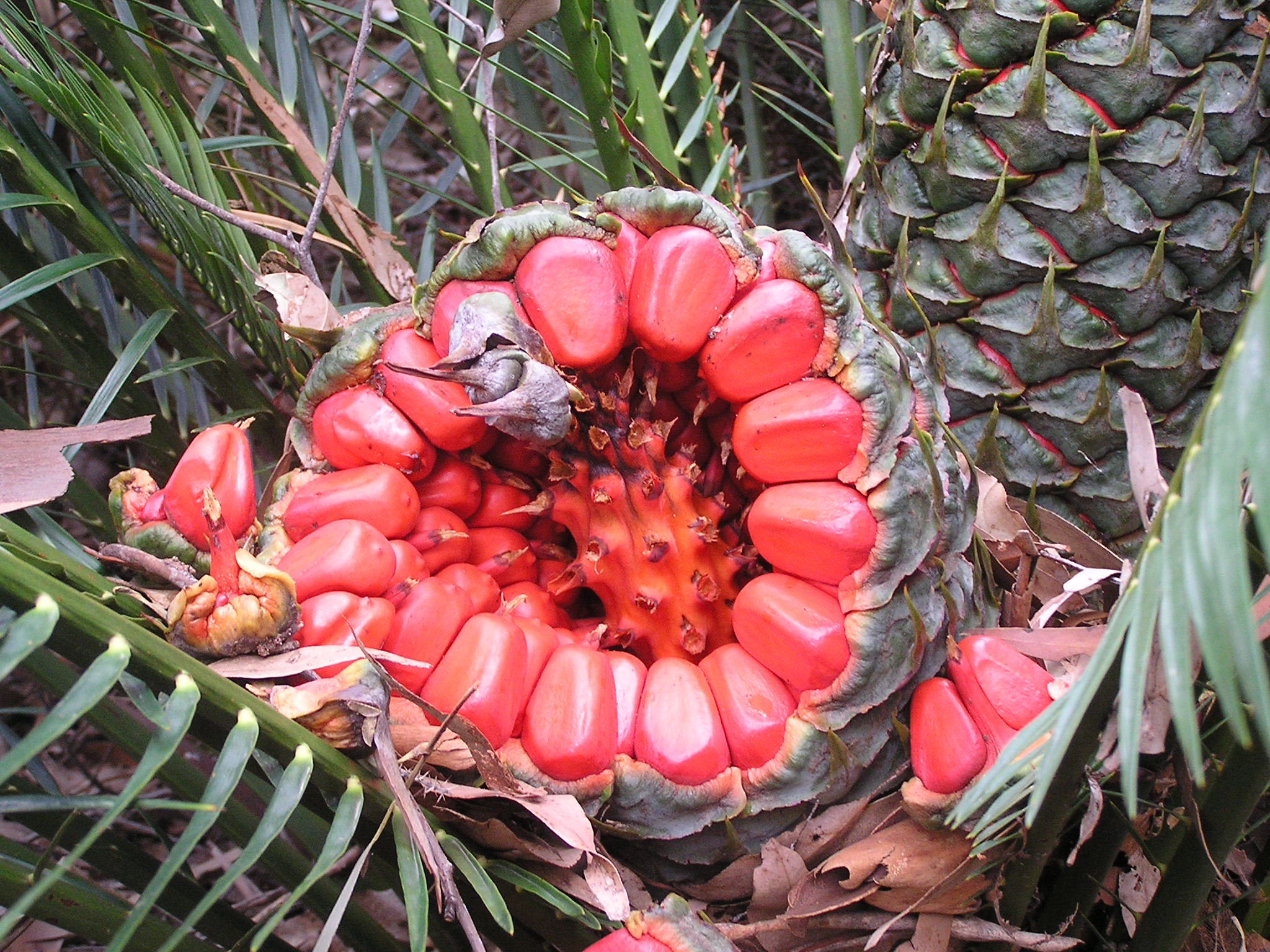
Certains cycas, comme ce Macrozamia communis, produisent des graines avec un sarcotesta.

Un sarcotesta est un tégument charnu, un des type de testa. Des exemples de graines avec un sarcotesta existent chez la grenade, l'ovule de Ginkgo biloba et la graine de Cycas.  Elle est opposée à une partie interne plus dure, appelée « sclérotesta ». Le sarcotesta des graines de grenade est constitué de cellules épidermiques dérivées du tégument, et il n'y a pas d'arilles sur ces graines,.
À ne pas confondre avec le sarcocarpe qui désigne une drupe (partie charnue du fruit).
Le tégument se compose de trois couches (sarcotesta charnue, sclérotesta lignifiée, endotesta parcheminée), ils sont appelées dans leur ensemble mésotesta.
Le testa désigne, en botanique, l'enveloppe protectrice de la graine ou de l'embryon.

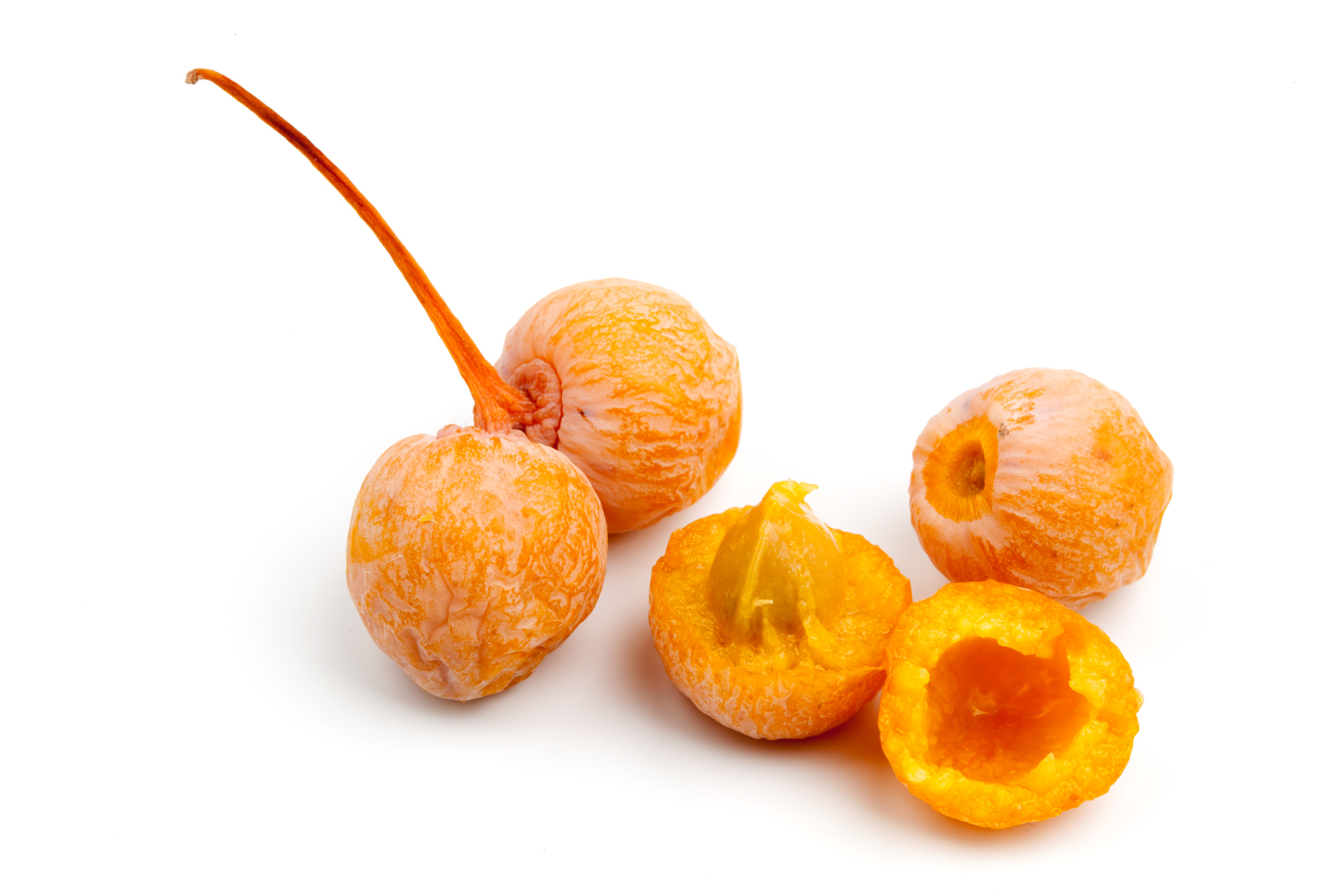
Sarcotesta sur ovule (Ginkgo biloba).

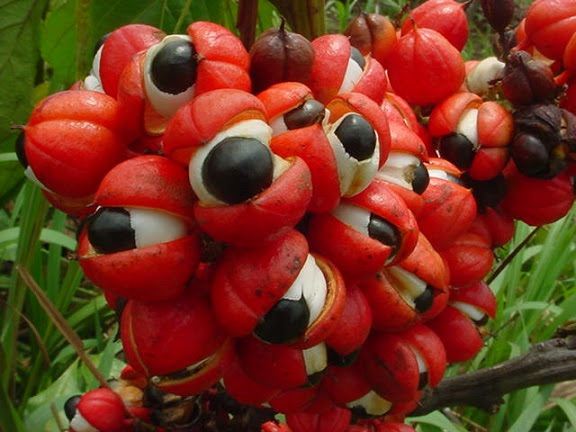
Graines de Guarana (noir) avec sarcotesta (rouge).